# Parepistaurus eburlineatus
Parepistaurus eburlineatus är en insektsart som beskrevs av Green, S.V. 1998. Parepistaurus eburlineatus ingår i släktet Parepistaurus och familjen gräshoppor. Inga underarter finns listade i Catalogue of Life.